# Östersjön (Årsunda socken, Gästrikland)
Östersjön är en sjö i Sandvikens kommun i Gästrikland och ingår i Gavleåns huvudavrinningsområde.